# Sastrugi

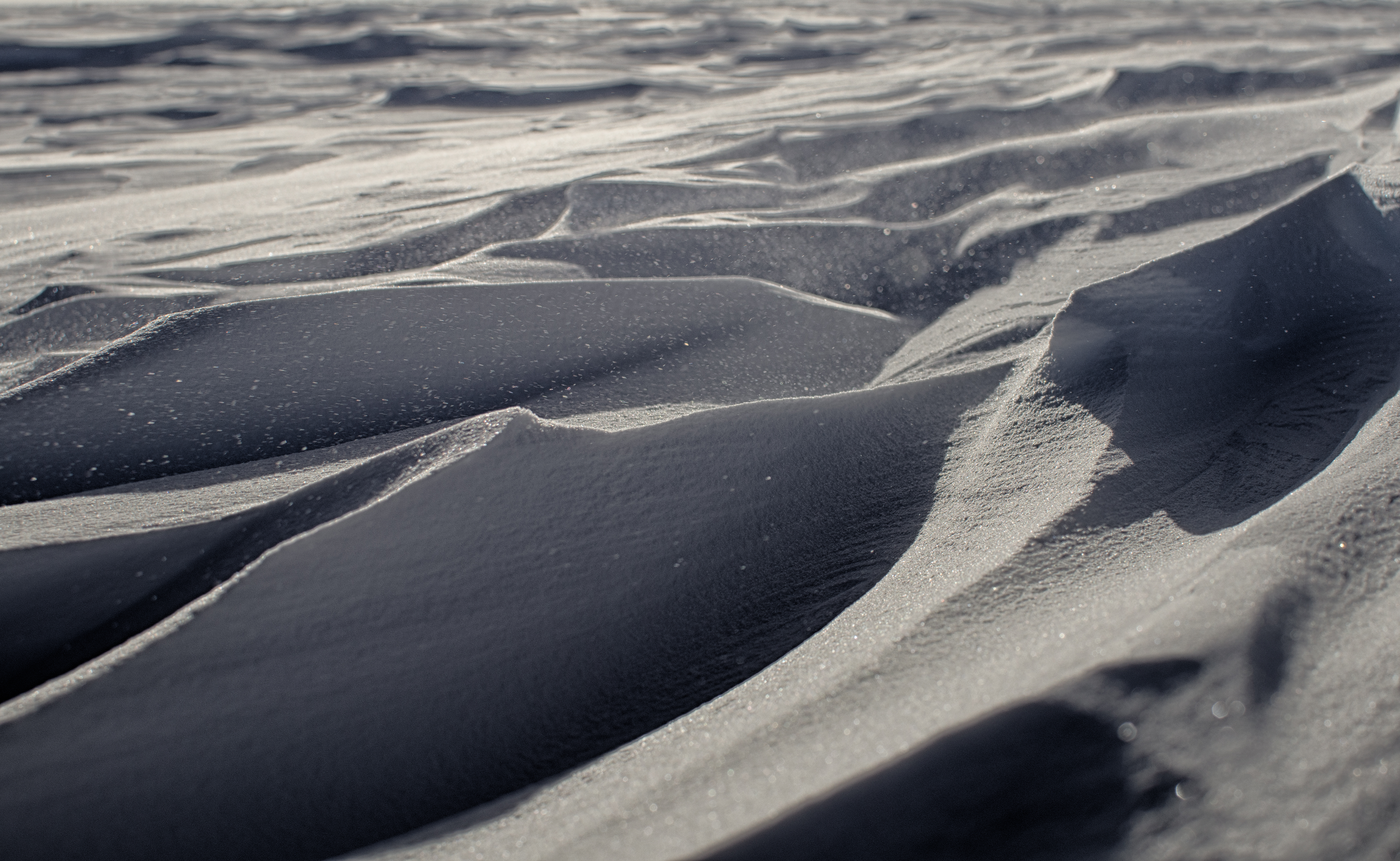
Vinderoderad snö vid sydpolen.

Sastrugi eller snöskavel är vinderoderad, hårdpackad snö som till utseendet liknar frysta vågor. Vågmönstret avslöjar vilken den förhärskande vindriktningen är.
Sastrugisnö är hård och svår att korsa på skidor eller till fots. Den innehåller ofta mjukare lager snö som gör att vandraren eller skidåkaren trampar igenom och faller, därav det ryska namnet.

## Etymologi
Sastrugi kommer från ryskans za, “bortom” och struga, “håla I vilken man kan falla”, vilket i plural blir sastrugi eller zastrugi.